# Center vojaških šol
Center vojaških šol v Slovenski vojski združuje vso vojaško šolstvo v Sloveniji. Sedež enote je v kadetnici v Mariboru.
Sestavljajo ga:
- Poveljniško-štabna šola (Maribor),
- Šola za častnike (Maribor),
- Šola za podčastnike (sedež: Maribor, oddelki v Mariboru in Novem Mestu,
- Šola za tuje jezike,
- Veščinski center,
- Knjižnično informacijsko založniški center,
- Oddelek za e-izobraževanje,
- Vojaški muzej.